# Soppressione della Compagnia di Gesù

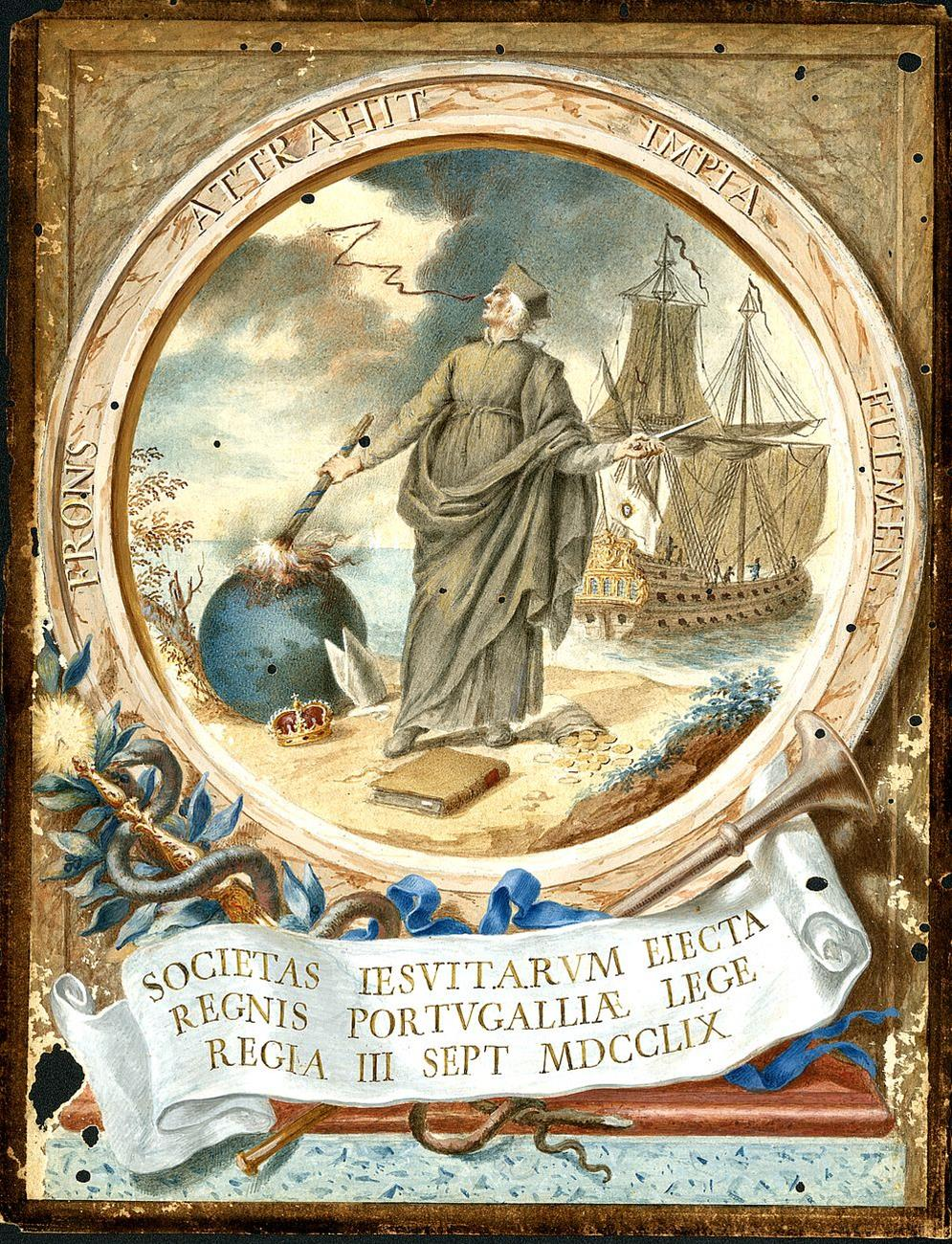
Societas Iesuitarum eiecta regnis Portugalliae lege regia III sept. MDCCLIX, allegoria della cacciata dei gesuiti dal Portogallo (1759).

La soppressione della Compagnia di Gesù fu un processo di allontanamento forzato dei gesuiti intrapreso da vari Stati cattolici nella seconda metà del XVIII secolo. Ebbe inizio dal 1759 e ricevette l'approvazione ufficiale della Santa Sede il 21 luglio 1773, con il breve apostolico Dominus ac Redemptor di papa Clemente XIV. La compagnia sarebbe stata nuovamente istituita solo nel 1814, da papa Pio VII.
I gesuiti furono espulsi, nell'ordine, da: Portogallo e colonie (1759); Francia (1764); Spagna e colonie, Napoli, Sicilia e Malta, Parma e Piacenza (1767); Monarchia asburgica (1782).
Fu il risultato di una serie di mosse politiche più che di una controversia teologica. I gesuiti trovarono rifugio in nazioni non cattoliche, in particolare in Prussia e Russia, dove l'ordine era in gran parte di fatto ignorato. I bollandisti si spostarono da Anversa a Bruxelles, dove continuarono il loro lavoro nel monastero di Coudenberg, ma nel 1788 il governo dei Paesi Bassi austriaci soppresse anche il loro ordine.

## Storia

### La soppressione
Dalla metà del XVIII secolo, la Compagnia di Gesù aveva acquisito grande reputazione in Europa, compiendo operazioni politiche e soprattutto economiche su vasta scala. I gesuiti erano giudicati dai loro oppositori come troppo influenti nelle varie corti e con forti interessi nel papato.
Con tale corso delle cose molti monarchi europei progressivamente iniziarono ad essere preoccupati dalle interferenze politiche e dal pesante condizionamento economico che i gesuiti apportavano ai loro governi, e pertanto un'espulsione dell'ordine dalle loro terre avrebbe se non altro acquietato gli animi e restituito allo stato le ricchezze accumulate dalla Compagnia. Lo storico Charles Gibson infatti ha sollevato alcune ipotesi secondo le quali i motivi della loro soppressione non furono solo di natura economica.
Diversi stati sfruttarono occasioni in corso per intervenire. Una serie di battaglie politiche tra diversi monarchi, in particolare Francia e Portogallo, iniziò con la disputa sui territori nel 1750 e culminò con la sospensione delle relazioni diplomatiche e la dissoluzione della Compagnia per ordine del papa in gran parte dell'Europa, e persino con diverse esecuzioni capitali.
I conflitti iniziarono sotto l'aspetto commerciale, dapprima in Portogallo nel 1750, poi in Francia nel 1755 e sul finire degli anni '50 del XVIII secolo anche nel Regni di Napoli e nel Regno di Sicilia. Nel 1758 il governo di Giuseppe I del Portogallo sfruttò la debolezza di papa Benedetto XIV e deportò dei gesuiti nelle Americhe, sopprimendone formalmente l'ordine nel 1759. Nel 1762 il parlamento francese coinvolse l'ordine in un caso di bancarotta fraudolenta, accuse che vennero appoggiate dal clero secolare ma anche da alcuni intellettuali laici come la potente Madame de Pompadour, amante del re. Austria e Napoli decisero di cacciare i gesuiti dai loro territori con un decreto datato al 1767.

## Altre soppressioni
Oltre a quelli del 1767, i gesuiti ricevettero altri bandi in Spagna, nel 1834 e nel 1932 (dove furono riammessi nel 1938).
I gesuiti vennero esiliati dalla Russia nel 1820.

## La soppressione stato per stato

### Francia
La soppressione dei gesuiti in Francia ebbe inizio in Martinica, un'isola che era anche colonia francese, dove la Compagnia di Gesù aveva molti interessi commerciali. Altri ordini commerciavano e traevano profitto da attività in queste regioni, ma i gesuiti erano in testa a tutti e la loro grande missione disponeva di piantagioni con molta popolazione locale al loro servizio, in un sistema simile a quello dell'hacienda spagnola.
Padre Antoine La Vallette, superiore delle missioni in Martinica, gestiva personalmente queste transizioni commerciali con successo e, come un proprietario terriero secolare, egli abbisognava del denaro per mandare avanti questi investimenti. Ma con lo scoppio della guerra con l'Inghilterra, le navi che portavano ogni volta valori stimati in circa 2.000.000 di livres vennero catturate e ben presto La Vallette finì in bancarotta per una grande somma. I suoi creditori si rivolsero dunque al procuratore dell'ordine a Parigi domandando i pagamenti, ma il procuratore a sua volta scaricava la responsabilità unicamente sulla missione; egli offrì ad ogni modo un negoziato. I creditori si rivolsero dunque ai vari tribunali e una sentenza emessa nel 1760 obbligava i gesuiti a pagare o a subire delle confische in caso di mancato pagamento.
I padri, su consiglio dei loro avvocati, si appellarono al parlamento di Parigi. Questa mossa si rivelò un passo imprudente, perché i suoi membri colsero così l'occasione per liberarsi di scomodi nemici della società quali i gesuiti erano divenuti con il loro strapotere in Francia. Tra i principali nemici dei gesuiti vi erano i giansenisti, i membri della Sorbona, i gallicani oltre ai Philosophes e agli enciclopedisti. Luigi XV era debole; sua moglie e i suoi figli erano favorevoli ai gesuiti; il suo abile primo ministro, il Duca di Choiseul, si schierò col parlamento e con l'amante del re, Madame de Pompadour (adirata coi gesuiti che le avevano rifiutato più volte l'assoluzione dei peccati per la sua situazione di convivenza col re).
L'attacco diretto ai gesuiti venne aperto da un simpatizzante dei giansenisti, l'abate Chauvelin, il quale il 17 aprile 1762 denunciò la Costituzione dei Gesuiti, che venne esaminata pubblicamente e pubblicata dalla stampa a loro ostile. Il parlamento pubblicò il suo Extraits des assertions, derivato da alcuni passaggi di scritti di teologi e canonisti gesuiti, nei quali si rilevavano una serie di immoralità ed errori. Il 6 agosto 1762, l'arrêt finale venne proposto al parlamento dall'avvocato generale, Joly de Fleury, il quale propose l'estinzione della Compagnia, ma l'intervento del re portò ad altri otto mesi di ritardo, proponendo un compromesso. Se i gesuiti francesi si fossero separati dall'ordine generale, ponendosi sotto un vicario francese, seguendo i costumi francesi e i precetti del gallicanesimo, la corona avrebbe continuato a proteggerli. Malgrado i pericoli di un rifiuto, i gesuiti non acconsentirono alla proposta. Il 1º aprile 1763 i collegi gesuiti vennero chiusi e con un nuovo arrêt del 9 marzo 1764, i gesuiti vennero costretti a rinunciare ai loro voti sotto la pena di essere banditi. Verso la fine di novembre del 1764, il re siglò l'editto per la soppressione dell'ordine e per la requisizione delle loro proprietà, in particolare nella Franca Contea, in Alsazia e nell'Artois, ma si premurò di cancellare dall'editto una serie di colpe che venivano addossate alla Compagnia, commentando "Se adotto le visioni di altri per la pace del mio regno, voi dovete accogliere i cambiamenti che propongo, o non farò nulla di quanto detto."

### Malta
Malta era da lungo tempo stato vassallo del Regno di Sicilia e il gran maestro dell'ordine, Manuel Pinto de Fonseca - di origini portoghesi - aveva seguito quanto attuato nella sua patria d'origine espellendo i gesuiti dall'isola e incamerando i loro beni. Questo processo permise la fondazione dell'Università di Malta, con decreto firmato dallo stesso Pinto il 22 novembre 1769, fatto che ebbe una notevole importanza sotto l'aspetto sociale e culturale per Malta. La Chiesa dei Gesuiti (in maltese Knisja tal-Gizwiti), una delle più antiche chiese de La Valletta, mantenne il suo nome inalterato sino ad oggi.

### Parma
L'indipendente Ducato di Parma era la più piccola tra le corti borboniche. L'aggressività anticlericale dei parmigiani alla notizia dell'espulsione dei gesuiti da Napoli fu tale che Clemente XIII inviò il 30 gennaio 1768 un avviso pubblico imponendo ai cattolici del ducato di non reagire in tal modo. La reazione fu ben più violenta di quanto previsto, al punto che i gesuiti vennero espulsi dai confini del ducato e tutti i loro beni vennero confiscati dal governo.

### Filippine
Il decreto reale che bandiva la Compagnia di Gesù dalla Spagna e dai suoi domini oltremare raggiunse Manila il 17 maggio 1768. Tra il 1768 e il 1771 i gesuiti presenti nelle Filippine vennero trasportati con la forza in Spagna e deportati poi in Italia.

### Polonia e Lituania
L'ordine dei gesuiti venne bandito dalla Confederazione polacco-lituana nel 1773; ad ogni modo alcuni rami dell'ordine presenti nelle terre di Russia e della Prima partizione della Polonia non vennero disciolti, dal momento che la zarina Caterina apprese solo molto tardi l'esistenza dell'ordine papale. Nella Confederazione, molti possedimenti dei gesuiti vennero amministrati dalla Komisja Edukacji Narodowej (Commissione per l'educazione nazionale), il primo ministero dell'educazione al mondo.

### Portogallo

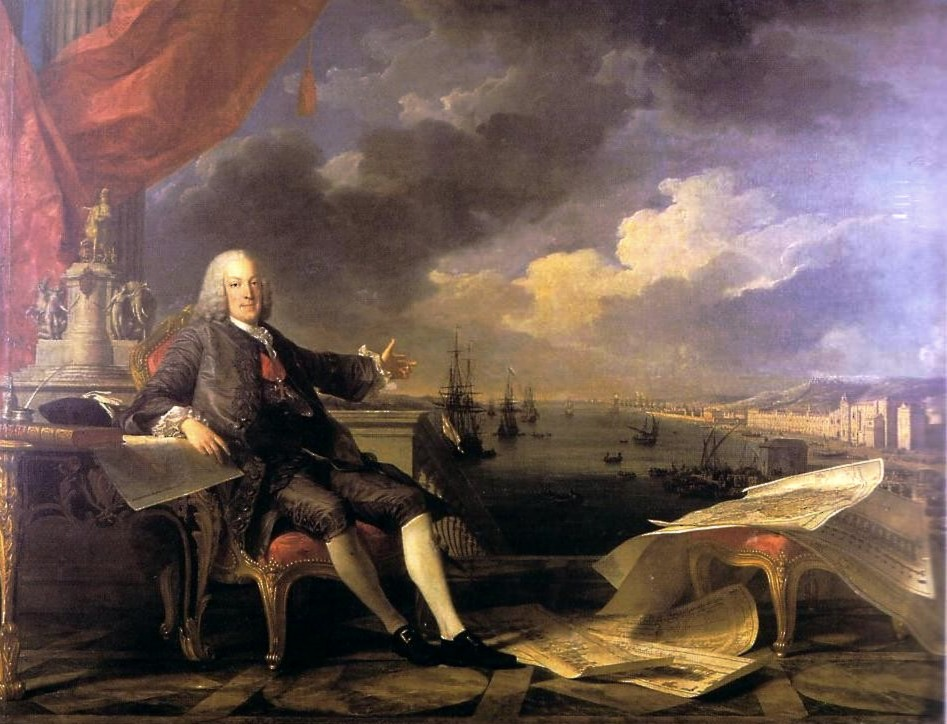
Il marchese di Pombal, di Louis-Michel van Loo, 1766

La querelle del Portogallo coi gesuiti iniziò dagli scambi territoriali nell'America del sud con la Spagna. Sulla base di un trattato segreto firmato nel 1750, il Portogallo avrebbe lasciato alla Spagna la contestata Colonia del Sacramento alla foce del fiume Uruguay in cambio delle Sette Reduciones del Paraguay, le missioni autonome dei gesuiti, che erano nominalmente territorio coloniale spagnolo. La popolazione nativa dei guaraní, che vivevano nei territori delle missioni, ebbero l'ordine di abbandonare quelle aree e di insediarsi oltre il fiume Uruguay. Adducendo le loro ragioni, i guaraní si armarono contro questo trasferimento forzoso: scoppiò così la cosiddetta guerra Guaraní, che si rivelò un disastro per la popolazione locale. In Portogallo intanto era scoppiata una guerra interna ai pamphlet che circolavano denunciando o difendendo la scalata al potere dell'ordine. Ai padri gesuiti venne proibito di continuare l'amministrazione locale delle loro missioni e vennero fatti rientrare dalle colonie in patria.
Il 1º aprile 1758, il conte di Oeiras (poi marchese di Pombal) persuase l'ormai anziano papa Benedetto XIV a nominare il portoghese cardinale Saldanha, quale investigatore nelle accuse contro i gesuiti. Benedetto XIV era scettico verso le gravi accuse mosse all'ordine e pertanto, se da un lato nominò una "indagine minuziosa", dall'altro fece di tutto per salvaguardare la reputazione della Compagnia, pretendendo che tutti i risultati gli fossero direttamente corrisposti. Papa Benedetto morì il 3 maggio successivo e il 15 maggio il Saldanha concluse che i gesuiti avevano esercitato "un commercio illecito, pubblico e scandaloso" sia in Portogallo che nelle sue colonie.
Pombal implicò i gesuiti nell'Affare Tavora, un tentativo di assassinio del re avvenuto il 3 settembre 1758, sulla base della loro presunta amicizia con alcuni sospetti cospiratori. Il 19 gennaio 1759, personalmente, emanò un decreto per sequestrare tutte le proprietà della Compagnia nei domini portoghesi e il successivo settembre deportò i padri portoghesi (circa un centinaio) nello Stato della Chiesa, mantenendoli in prigione. Tra gli arrestati vi fu anche Gabriele Malagrida, il confessore gesuita di Leonor Tomásia de Távora, III marchesa di Távora, accusato di crimini contro la fede cattolica. Malagrida venne condannato a morte nel 1759 e l'ordine venne civilmente soppresso in tutto il Portogallo. L'ambasciatore portoghese venne richiamato da Roma e il nunzio pontificio espulso. Le relazioni diplomatiche tra Portogallo e Roma rimasero interrotte sino al 1770.

### Russia
I gesuiti in Russia vennero sostenuti dalla zarina Caterina, pertanto in tutto l'Impero russo la soppressione dell'ordine avvenne molto più tardi. Ad ogni modo, alcuni decenni dopo l'ufficiale soppressione pontificia, la chiesa ortodossa russa persuase lo zar Alessandro I a esiliare i gesuiti, nel 1820.

### L'Impero spagnolo e il Regno di Napoli
La soppressione dei gesuiti in Spagna e nelle colonie spagnole, nonché nel Regno di Napoli, fu l'ultima delle espulsioni praticate dopo che già altre potenze europee si erano espresse a tal proposito. La corona spagnola aveva già dato inizio a una serie di cambiamenti amministrativi nei propri domini d'oltremare, come la riorganizzazione dei vicereami, il ripensamento delle politiche economiche e la costituzione di un esercito stabile in loco e pertanto l'espulsione dei gesuiti era vista come parte della tendenza modernizzatrice generale. Molti storici dubitano che i gesuiti fossero realmente colpevoli di quanto addossatogli, ma gli intrighi sulla corte spagnola vennero utilizzati come causa immediata della loro espulsione da quei domini.
L'espulsione in un primo momento venne portata avanti in gran segreto per volere dello stesso Carlo III, che riteneva che il provvedimento fosse "urgente, giusto e per ragioni di necessità, che si riservasse nella mente reale". La corrispondenza di Bernardo Tanucci, il ministro anticlericale di Carlo III a Napoli, conteneva tutte le idee che guidarono la politica spagnola dell'epoca. Carlo condusse il proprio governo verso la persona del conte di Aranda, attento lettore di Voltaire e di altri liberali. Durante un incontro del consiglio tenutosi il 29 gennaio 1767, l'espulsione dei Gesuiti venne decisa definitivamente. Ordini segreti vennero inviati ai magistrati di ogni villaggio o città in cui i gesuiti erano insediati, a mezzanotte in punto. La mattina successiva circa 6000 gesuiti marciarono lungo la costa venendo deportati dapprima nello Stato Pontificio, poi in Corsica (all'epoca una dipendenza di Genova) e poi in Francia. Lo storico Charles Gibson definì l'espulsione dei gesuiti dalla Spagna come una "mossa improvvisa e devastante". Ad ogni modo anche in Spagna i gesuiti erano ormai un bersaglio facile, essendosi attirati le ire del clero diocesano, di altri ordini religiosi e persino di alcune autorità civili, che quindi non opposero resistenza alla loro espulsione. Proteste contro l'espulsione dei gesuiti si ebbero invece in Messico, dove la corona spagnola dovette agire con la forza, costringendo comunque i magistrati locali ad agire in lealtà al volere regio.
In Messico, i gesuiti erano stati particolarmente attivi nell'evangelizzazione degli indiani presso la frontiera a nord, ma si dedicarono anche all'educazione delle élite creole, rappresentanti delle quali divennero a loro volta gesuiti: dei 678 gesuiti espulsi dal Messico, infatti, il 75% era di origine messicana. Dal momento che in Messico i gesuiti possedevano vaste aree, tali possedimenti erano visti come una fonte di ricchezza da acquisire per la corona spagnola e questo avrebbe indubbiamente messo in crisi il ciclo produttivo amministrato dai creoli. Molte famiglie ispano-americane sentirono l'azione della corona come un "atto dispotico". Tra i gesuiti messicani che poterono vivere la loro vita in esilio in Italia vi era anche Francisco Javier Clavijero, che scrisse un'importante storia del Messico ponendo grande enfasi sulla popolazione indigena.
Per l'isolamento delle Missioni spagnole in California, il decreto dell'espulsione non giunse che nel giugno del 1767, come nel resto della Nuova Spagna, ma venne ritardato nell'esecuzione sino a quando il nuovo governatore, Portolá, non giunse con la notizia ufficiale il 30 novembre di quell'anno. I gesuiti di quattordici missioni al momento si riunirono a Loreto, in California, dove partirono alla volta dell'esilio il 3 febbraio 1768. Le missioni gesuite a Baja California passarono ai francescani assieme a quelle nell'Alta California.
Ci volle sino al 1768 perché l'ordine reale raggiunse invece le missioni gesuite nelle Filippine meridionali, ma per la fine dell'anno i gesuiti erano già stati privati di tutti i loro possedimenti spagnoli.
A Napoli, Tanucci perseguì una politica simile. Il 3 novembre i gesuiti, senza regolare processo, vennero presi e accompagnati alla frontiera con lo Stato della Chiesa, minacciati di morte in caso di ritorno in patria. In seguito all'espulsione, i beni dei Gesuiti furono incamerati dal governo e posti sotto l'amministrazione di un ente, noto come Azienda gesuitica o Azienda di educazione, avente il compito di organizzare la pubblica istruzione nel regno, colmando il vuoto lasciato dai gesuiti in questo ambito.

## Impatto economico
La soppressione dell'ordine ebbe un enorme impatto economico nelle Americhe, in particolare in quelle aree dove le loro reducciones erano molto fiorenti come il Paraguay o l'arcipelago di Chiloé. Nel Cile centrale la soppressione dell'ordine portò inoltre a una minore importazione degli schiavi di colore dal Perù. Nel Misiones, nell'attuale Argentina, la soppressione portò a delle rivolte coi guaraní che vivevano nelle reducciones e al declino dell'industria della yerba mate che si riprese solo nel XX secolo.
Con la soppressione della Compagnia di Gesù nell'America spagnola, i vigneti gesuiti del Perù vennero venduti all'asta, ma i nuovi compratori non avevano la medesima esperienza dei gesuiti e questo portò a un generale decadimento del commercio locale del vino e del pisco.